# Laxmikant Kattimani
Laxmikant Kattimani (Goa, 3 marzo 1989) è un calciatore indiano, portiere svincolato.

## Carriera

### Club
Ha giocato nella prima divisione indiana.

### Nazionale
Ha giocato nella nazionale indiana Under-23.

## Statistiche

### Presenze e reti nei club
Statistiche aggiornate al 24 ottobre 2024.
| Stagione         | Squadra          | Campionato       | Campionato | Campionato | Coppe nazionali | Coppe nazionali | Coppe nazionali | Coppe continentali | Coppe continentali | Coppe continentali | Altre coppe | Altre coppe | Altre coppe | Totale | Totale |
| Stagione         | Squadra          | Comp             | Pres       | Reti       | Comp            | Pres            | Reti            | Comp               | Pres               | Reti               | Comp        | Pres        | Reti        | Pres   | Reti   |
| ---------------- | ---------------- | ---------------- | ---------- | ---------- | --------------- | --------------- | --------------- | ------------------ | ------------------ | ------------------ | ----------- | ----------- | ----------- | ------ | ------ |
| 2019-2020        | Hyderabad        | ISL              | 6          | -13        | SC              | -               | -               | -                  | -                  | -                  | -           | -           | -           | 6      | -13    |
| 2020-2021        | Hyderabad        | ISL              | 14         | -12        | -               | -               | -               | -                  | -                  | -                  | -           | -           | -           | 14     | -12    |
| 2021-2022        | Hyderabad        | ISL              | 19+3       | -20+-3     | -               | -               | -               | -                  | -                  | -                  | -           | -           | -           | 22     | -23    |
| 2022-2023        | Hyderabad        | ISL              | 6          | -3         | SC              | 0               | 0               | -                  | -                  | -                  | DC          | 3           | -2          | 9      | -5     |
| 2023-2024        | Hyderabad        | ISL              | 9          | -22        | SC              | 3               | -9              | -                  | -                  | -                  | DC          | -           | -           | 12     | -31    |
| Totale Hyderabad | Totale Hyderabad | Totale Hyderabad | 57         | -73        |                 | 3               | -9              |                    | -                  | -                  |             | 3           | -2          | 63     | -84    |
| 2024-2025        | Goa              | ISL              | 6          | -12        | SC              | 0               | 0               | -                  | -                  | -                  | DC+BT       | -+3         | -+-3        | 9      | -15    |
| Totale carriera  | Totale carriera  | Totale carriera  | 63         | -85        |                 | 3               | -9              |                    | -                  | -                  |             | 6           | -5          | 72     | -99    |

## Palmarès

### Club

#### Competizioni nazionali
- Super Cup (India): 2

Goa: 2019, 2025
- Indian Super League: 1

Hyderabad: 2021-2022
- Bandodkar Trophy: 1

Goa: 2024